# Pangboche (cratère)
Pangboche est un cratère d'impact d'environ dix kilomètres de diamètre situé sur Mars dans le quadrangle de Tharsis, près du sommet de l'Olympus Mons.
Il a été nommé en référence au village de Pangbotchi au Népal.